# Linlithgow

Le chien noir de Linlithgow

Linlithgow (gaélique écossais : Gleann Iucha, Scots : Lithgae) est un burgh royal du West Lothian, en Écosse. Il est situé à une trentaine de kilomètres à l'ouest d'Édimbourg et compte 13 370 habitants. Son symbole est un chien noir enchaîné à un chêne poussant sur une île. Son saint patron est Saint Michel et sa devise est « St. Michael is kind to strangers » (Saint Michel est bienveillant pour les étrangers).
Il est jumelé avec la ville française de Guyancourt et, en tant que partie du West Lothian, avec Grapevine (Texas), aux États-Unis[réf. souhaitée].

## Histoire

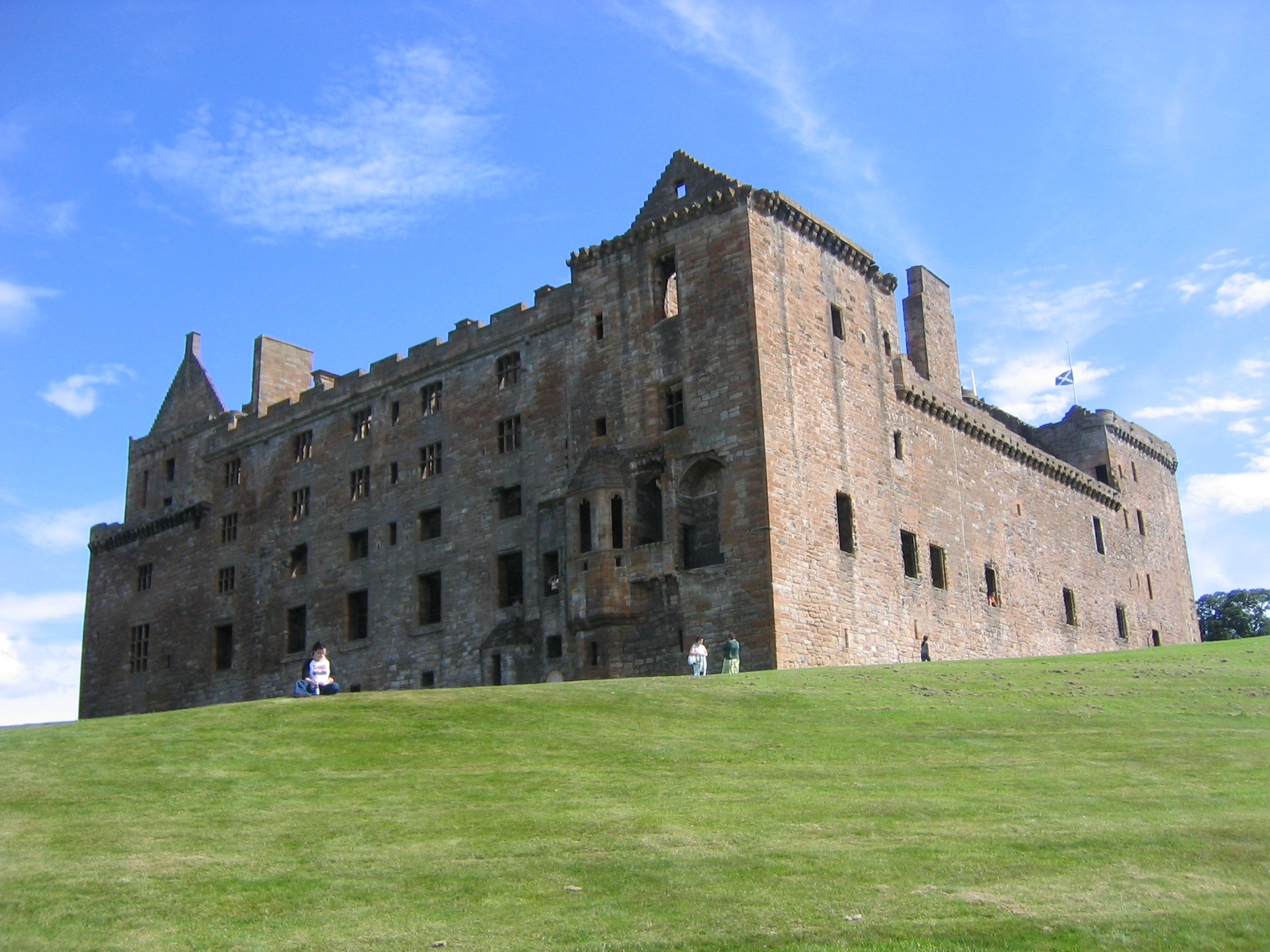
Le Palais de Linlithgow vu de son parc public, The Peel.

La principale attraction de Linlithgow est le Palais de Linlithgow, lieu de naissance du roi Jacques V et de sa fille Marie Stuart, qui est probablement le plus beau bâtiment civil du bas moyen âge encore debout en Écosse. Le palais actuel fut commencé en 1424 par Jacques Ier d'Écosse à l'emplacement d'une ancienne forteresse. Il fut incendié en 1746 par les troupes du duc William Augustus de Cumberland mais, bien que sans toiture, l'essentiel de sa structure existe encore aujourd'hui.

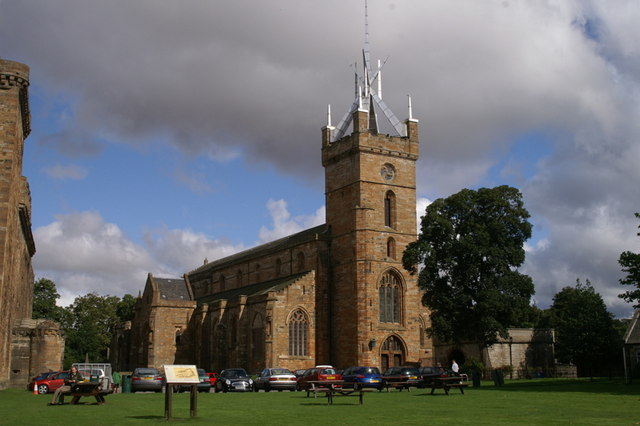
L'église Saint Michael.

Adjacente au palais se trouve l'église Saint Michael, une grande église du XVe siècle. Sa tour occidentale possédait une flèche en couronne du type de celles de la cathédrale Saint-Gilles d'Édimbourg ou de la cathédrale Saint-Nicolas de Newcastle-upon-Tyne. Elle fut retirée au début du XIXe siècle et remplacée en 1964 par une flèche en aluminium du célèbre architecte écossais Basil Spence, figurant la couronne d'épines du Christ.
Le long de High Street se trouvent de nombreux bâtiments historiques, notamment d'anciennes tavernes.
James Hamilton assassina à Linlithgow, en janvier 1570, le régent d'Écosse James Stuart, ce qui serait le premier assassinat par arme à feu de l'histoire.